# Концепт (лингвокультурология)
Концепт в лингвокультурологии — информация об элементах культуры, закреплённая в коллективном языковом менталитете этноса или социума. Важнейшим средством материализации и объективизации лингвокультурного концепта является язык.
«Лингвокультурология имеет своим предметом исследование проявлений культуры народа, главным образом духовной, отраженных и закрепленных в его языке и речи. Базовой исследовательской единицей лингвокультурологии является лингвокультурный концепт, который в самом общем виде сводится к понятию как совокупности существенных признаков предмета, „погруженному“ в культуру и язык».
Формой языковой экспликации лингвокультурного концепта могут быть: 1) лексемы, 2) различные фразеологические образования (идиомы, пословицы, поговорки, афоризмы), 3) тексты.

## Определения концепта в лингвокультурологии

### Определение Ю. С. Степанова
Концепт в лингвокультурологии, по определению Ю. С. Степанова, представляет собой «основную ячейку культуры в ментальном мире человека», «сгусток культуры в сознании человека; то, в виде чего культура входит в ментальный мир человека».

### Определение В. И. Карасика
В. И. Карасик определяет лингвокультурные концепты как «ментальные образования, которые представляют собой хранящиеся в памяти человека значимые осознаваемые типизируемые фрагменты опыта. Типизируемость этих единиц закрепляет представления в виде различных стереотипов, их осознаваемость даёт возможность передать информацию о них другим людям, их значимость закрепляет в индивидуальном и коллективном опыте важные (и поэтому эмоционально переживаемые) характеристики действительности. Эти характеристики концептов представляют собой их образно-перцептивную, понятийную и ценностную стороны».

## Признаки лингвокультурного концепта
C. Г. Воркачёв определяет лингвокультурный концепт как «эвристическую категорию», рассматривая его в качестве «инструмента исследования», обладающего следующими отличительными признаками:
- эмоциональная «переживаемость»;
- семиотическая (номинативная) плотность;
- ориентированность на план выражения;
- многомерность семантического состава[6].

## Концепты в языковой иерархии
Академик Д. С. Лихачёв выделил в словарном запасе языка четыре уровня:
1. сам словарный запас (включая фразеологизмы);
2. значения словарного типа, примерно так, как они определяются словарями;
3. концепты — некоторые подстановки значений, скрытые в тексте «заместители», некие «потенции» значений, облегчающие общение и тесно связанные с человеком и его национальным, культурным, профессиональным, возрастным и прочим опытом;
4. концепты отдельных значений слов, которые зависят друг от друга, составляют некие целостности и которые мы определяем как концептосферу[7].

## Типология концептов
С позиций лингвокультурологии, В. И. Карасик выделяет два вида концептов:
1. уникальные концепты (являющиеся уникальными для определённых культур и лакунарными для тех культур, в которых их нет);
2. этноспецифические (содержательно наличествующие в разных культурах, но отличающиеся по значимости для разных культур)[8].